# Lombardo Toledano
Lombardo Toledano är en ort i Mexiko.   Den ligger i kommunen Sinaloa och delstaten Sinaloa, i den västra delen av landet, 1 200 km nordväst om huvudstaden Mexico City. Lombardo Toledano ligger 74 meter över havet och antalet invånare är 155.
Terrängen runt Lombardo Toledano är platt. Runt Lombardo Toledano är det glesbefolkat, med 19 invånare per kvadratkilometer. Närmaste större samhälle är Genaro Estrada, 8,6 km nordväst om Lombardo Toledano. I omgivningarna runt Lombardo Toledano växer huvudsakligen savannskog.